# Dapéoua
Dapéoua è una città e sottoprefettura della Costa d'Avorio appartenente al  dipartimento di Buyo. Conta una popolazione di 80 658 abitanti (censimento 2014).